# Garciaz
Garciaz è un comune spagnolo di 982 abitanti situato nella comunità autonoma dell'Estremadura.